# Референдум у Форарльберзі (1919)

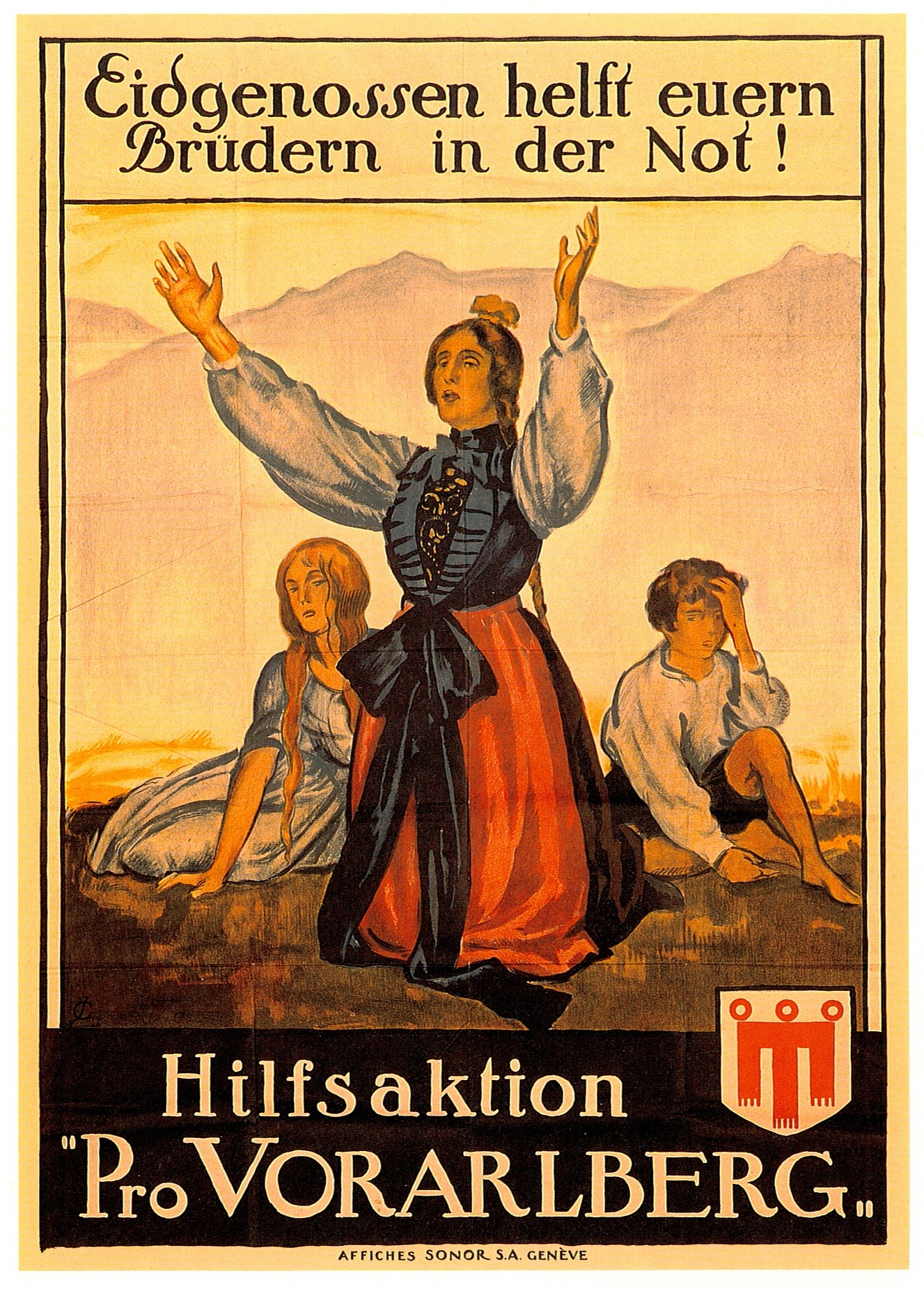
Плакат Жуля Курвуазьє

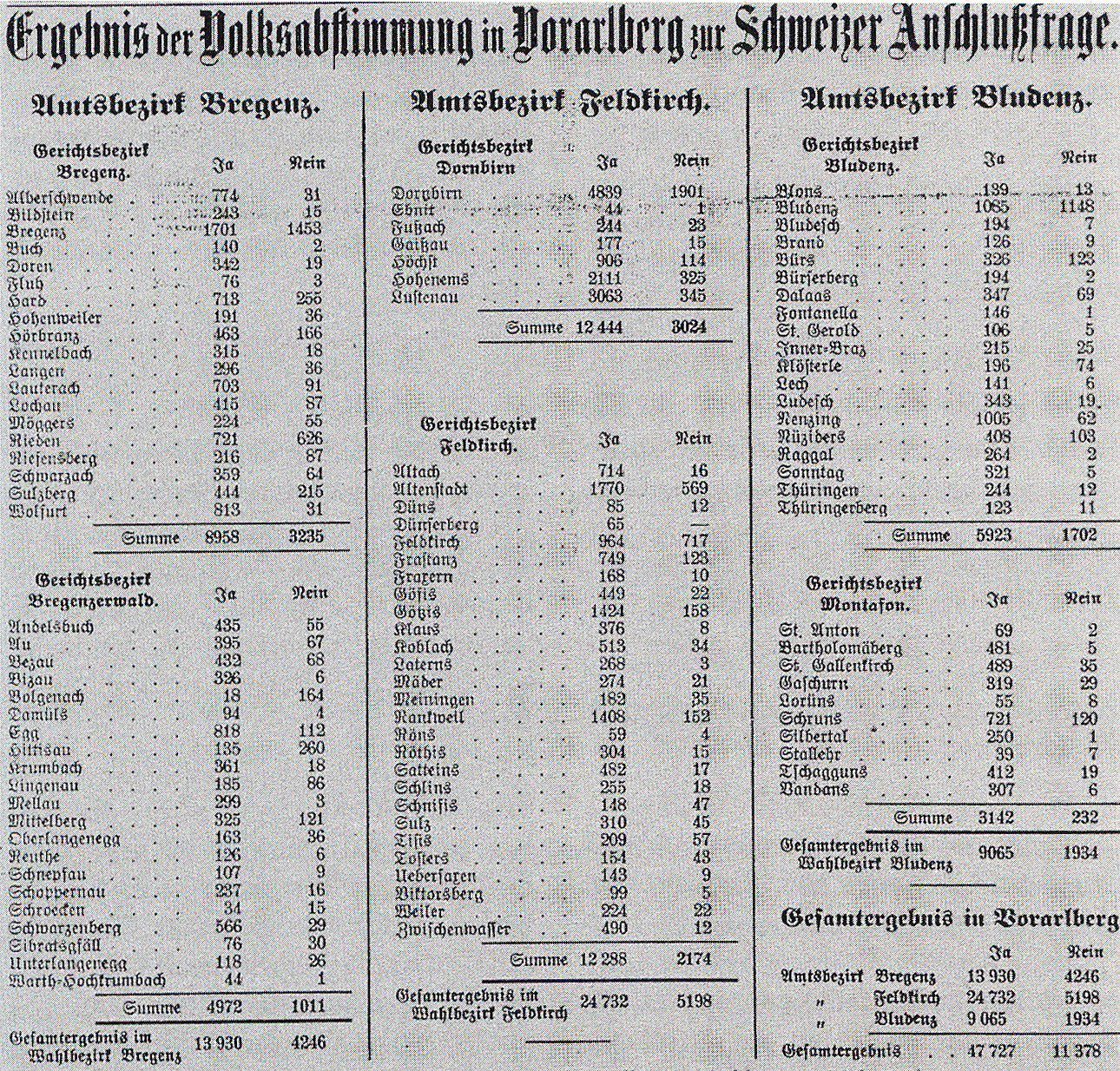
Результати голосування, оприлюднені в газеті Vorarlberger Tagblatt від 14 травня 1919 року

Референдум у Форарльберзі 1919 року — референдум щодо питання, чи повинен уряд австрійської провінції Форарльберг розпочати переговори про приєднання до Швейцарії після програної Першої світової війни, який відбувся в неділю, 11 травня 1919 року. На голосування було винесено наступне питання:
|  | Чи бажає народ Форарльбергу, аби Ландтаг повідомив Федеральний уряд Швейцарії про намір народу Форарльбергу приєднатися до Швейцарської Конфедерації і вступити в переговори з Федеральним урядом? Оригінальний текст (нім.) Wünscht das Vorarlberger Volk, dass der Landesrat der Schweizer Bundesregierung die Absicht des Vorarlberger Volkes, in die Schweizerische Eidgenossenschaft einzutreten, bekannt gebe und mit der Bundesregierung in Verhandlungen trete? |

Загалом 47 727 виборців (81 %) висловилися за початок переговорів зі Швейцарією, 11 378 (19 %) — проти. За винятком Блуденцу та Гіттізау (разом із Больгенахом) всі громади підтримали заклик.
Неясне майбутнє відламкової Австрії після розпаду Австро-Угорщини, економічні труднощі та відчуття віддаленості від Відня та зневаги з боку тамтешнього центрального уряду слугували підставами для популярності перспективи приєднання до Швейцарії. Цю ідею підтримувало переважно просте населення, тоді як еліта — себто власники великих фабрик, залізничники, політики й духовенство — виступали за те, аби залишитися в Німецькій Австрії.
Зі швейцарського боку щодо цієї ініціативи панували неприхильні настрої, оскільки приєднання Форарльбергу призвело б до становлення конфесійної більшості католиків і посилило б і без того серйозну німецькомовну перевагу на швейцарській внутрішньополітичній арені. Федеральна Рада врешті-решт висловилася на користь збереження статус-кво.
У Форарльберзі теж були противники, які виступали за те, аби залишитися в складі Австрії чи приєднатися до Німеччини. Позапартійне об'єднання під назвою Форарльберзький швабський осередок (нім. Vorarlberger Schwabenkapitel) вимагало приєднання до Німеччини. Його плани передбачали створення нової федеральної землі під назвою Швабія, яка складалася б з Форарльбергу та швабських частин Бадену, Баварії та Вюртембергу. Під час виборчої кампанії депутат Ландтагу Антон Цумтобель, прихильник великонімецьких ідей, вигадав для Форарльбергу назву «кантон Зайвий» (нім. Kanton Übrig), яку поширював у своїх листівках — так він хотів показати, що Форарльбергу у Швейцарії не місце.
План морально застарів, коли у вересні 1919 року було підписано Сен-Жерменський мирний договір, за яким Республіка Німецька Австрія стала Австрійською Республікою.